# АЭС Тарапур
Тарапурская атомная электростанция (малаял. താരാപൂർ അണുവൈദ്യുതശാല, англ. Tarapur Atomic Power Station) — атомная электростанция, расположенная в городе Тарапур, штат Махараштра, Индия. Изначально американскими компаниями Bechtel и General Electric были построены и введены в эксплуатацию 2 реактора типа BWR мощностью 210 МВт каждый, согласно так называемому «Соглашению 123» (англ.) между Индией, США и МАГАТЭ. Мощность 1 и 2 реакторов впоследствии была снижена до 160 МВт по техническим причинам. Реакторы 1 и 2 вступили в коммерческую эксплуатацию 28 октября 1969 года. Это первые коммерческие атомные реакторы в Азии. Позднее компаниями L & T и Gammon India (англ.) были построены и введены в эксплуатацию два реактора типа PHWR, по 540 МВт каждый. Строительство заняло всего 7 месяцев и не превысило первоначальную смету. Энергоблок 3 введён в коммерческую эксплуатацию 18 августа 2006 года, а энергоблок 4 — 12 сентября 2005 года.

## История
Имея суммарную мощность в 1400 МВт, АЭС Тарапур является 2-й по мощности индийской атомной электростанцией. АЭС находится под управлением Индийской корпорации по атомной энергии (NPCIL).
Персонал, работающий на станции, живёт в жилом комплексе называемом «T.A.P.S. colony» (19,816° с.ш. 72,743° в.д.), которая находится в 15 минутах езды от Бойсара (англ.), ближайшей железнодорожной станции. Жилой комплекс построен для проживания индийских и американских рабочих компанией Bechtel, которая строила и саму станцию. Из-за этого жилой комплекс имеет вид маленького американского городка с аккуратными тротуарами, большими домами и клубом с теннисными кортами, плавательным бассейном, продовольственным магазином и т. д. Несмотря на то, что американцы уже давно уехали, комплекс продолжает процветать.
В жилом комплексе есть три школы под управлением Atomic Energy Education Society (Образовательное общество для детей атомщиков). Местный пляж находится в 7 километрах от жилого комплекса, в Чинчани (англ.).

## Безопасность
Кипящие водо-водяные реакторы энергоблоков 1 и 2 сходны с аварийным ректором АЭС Фукусима-1. Срок эксплуатации реакторов и старая конструкция ставят вопросы о безопасности и, согласно заявлению местных властей, два реактора уже превысили проектный срок эксплуатации на 16 лет. Реакторы изначально проектировались со сроком эксплуатации в 40 лет и полной электрической мощностью в 210 МВт. Но из-за технических проблем, которые возникли после запуска реакторов, их электрическая мощность была снижена до 160 МВт. Исходя из этого по мнению экспертов и руководства АЭС уточненный срок эксплуатации 1 и 2 реакторов на март 2012 года, составляет 23 и 24 года, соответственно.
Тарапурская АЭС обладает наградой за высочайшую безопасность среди всех электрогенерирующих предприятий Индии.
Регулирующий совет по атомной энергии (сокр. AERB, англ.) оценил сейсмическую безопасность реакторов Тарапур 1 и 2 и сообщил о множестве недостатков, после чего NPCIL установил сейсмические датчики. В 2011 году AERB сформировал комитет из 10 членов, экспертов из Индийского института технологии и Индийского метеорологического департамента (англ.) для оценки уязвимости АЭС Тарапур к землетрясениям и цунами. А. Гопалакришнан, бывший директор AERB, сказал, что реакторы Тарапур 1 и 2 гораздо старее аварийных реакторов на АЭС Фукусима и их следует немедленно выводить из эксплуатации.